# الأجوبة في سفر التكوين
الأجوبة في سفر التكوين (AIG) هي منظمة غير ربحية وتعتمد الدفاع اللاهوتي عن المسيحية مع التركيز بشكل خاص على دعم خلقية الارض الفتية، وبذلك يتحدى الإجماع العلمي السائد بشأن هذه المسألة ويعد الأدلة العلمية لصالح خلقية الأرض الفتية. وهو يدعو أيضا للتفسير الحرفي لكتاب سفر التكوين. [2] المنظمة لديها مكاتب في المملكة المتحدة والولايات المتحدة. كان لديها مكاتب في أستراليا وكندا ونيوزيلندا وجنوب أفريقيا، ولكن في عام 2006 انفصلت هذه لتشكيل منظمة الخلقية العالمية.